# Bihać
Bihać (in cirillico Бихаћ) è una città e municipalità sul fiume Una nella parte nordoccidentale della Bosnia ed Erzegovina, centro del cantone di Una-Sana della Federazione di Bosnia ed Erzegovina con 61 186 abitanti al censimento 2013.

## Storia

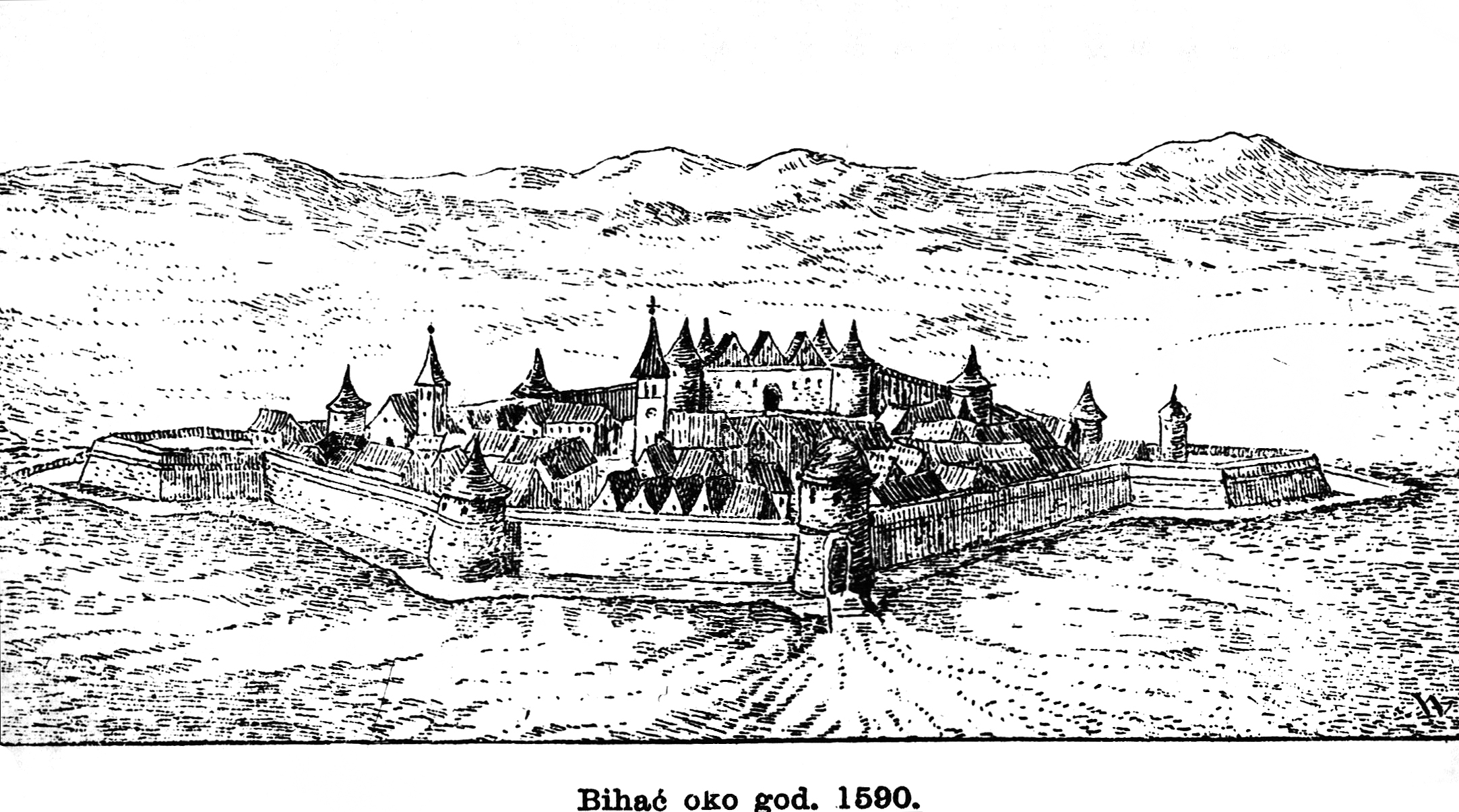
La città fortificata di Bihać, prima della sua conquista da parte degli ottomani (1592)

La città è menzionata per la prima volta in un documento ufficiale nel 1260 come proprietà della chiesa di Topusko, oggi comune croato, firmato dal Re Béla IV d'Ungheria e divenne città libera nel 1262. Fu temporaneamente capitale del Regno di Croazia e ne seguì le vicissitudini diventando nei decenni successivi proprietà della famiglia Frangipani. Nel XVI secolo passò sotto il dominio diretto della corona austriaca fino al 1592, quando fu conquistata dall'Impero ottomano sotto la guida di Hasan Predojević. Divenne centro principale del sangiaccato di Bihać fino al 1699 quando divenne centro del sangiaccato di Bosnia in un periodo in cui erano frequenti scontri con l'esercito austro-ungarico che rioccuparono la città nel 1878.
Per alcuni secoli il luogo fu oggetto di pellegrinaggi ad opera di fedeli allo Gnosticismo in quanto si credeva che il Santo Graal fosse sepolto qui.

## Monumenti e luoghi d'interesse
- Moschea Fethija, costruita alla fine del XVI secolo su una preesistente chiesa cattolica.
- Resti della chiesa di Sant'Antonio, costruita sul fine del XIX secolo, fu distrutta da un bombardamento alleato nel 1944.
- Torre del Capitano, costruita nel 1205, ospita al suo interno il Museo Regionale.

## Cultura

### Istruzione

#### Musei
- Museo AVNOJ
- Museo Regionale

### Università
Dal 1997 è aperta l'Università di Bihać.

## Società

### Evoluzione demografica
Al censimento del 1991, la città aveva 70 732 abitanti così divisi dal punto di vista etnico:

## Località
Il comune è formato dall'insieme delle seguenti località:
Bajrići • Baljevac • Bihać • Brekovica • Bugar • Ćukovi • Doljani • Donja Gata • Dubovsko • Gorjevac • Grabež • Grmuša • Hrgar • Izačić • Jankovac • Jezero • Kalati • Klisa • Klokot • Kula • Kulen Vakuf • Lipa • Lohovo • Lohovska Brda • Mala Peća • Mali Skočaj • Martin Brod • Međudražje • Muslići • Orašac • Ostrovica • Papari • Praščijak • Pritoka • Prnjavor • Račić • Rajinovci • Ripač • Spahići • Srbljani • Teočak • Turija • Velika Gata • Veliki Skočaj • Veliki Stjenjani • Vikići • Vrsta • Zavalje • Zlopoljac.

## Sport

### Calcio
La principale squadra di calcio cittadina è l'NK Jedinstvo Bihać, che disputa le sue partite interne presso lo stadio pod Borićima.

## Amministrazione

### Gemellaggi
- Bondeno